# Ostrówek (Sandomierz)
Ostrówek – część Sandomierza, położona w południowej części miasta, na prawym brzegu Wisły, do 1938 roku oddzielna wieś. Rozpościera się wzdłuż ulicy o nazwie Ostrówek.

## Historia
Ostrówek to dawna wieś i gmina jednostkowa w powiecie tarnobrzeskim, za II RP w woј. lwowskim. W 1934 w nowo utworzonej zbiorowej gminie Trześń, gdzie utworzył gromadę.
1 kwietnia 1938 gromadę Ostrówek zniesiono, włączając ją do sąsiedniej gromady Nadbrzezie, a już 7 listopada 1938 Nadbrzezie (wraz z Ostrówkiem) włączono do Sandomierza w powiecie sandomierskim w woj. kieleckim.